# Dénomination des aéronefs sans pilote du département de la Défense des États-Unis 1947-1963
Depuis la mise en service du 1er missile américain, l'USAF, l'US Navy et l'US Army utilisèrent une nomenclature distincte pour designer les missiles, drones et autres aéronefs inhabités. Une harmonisation de ces désignations a eu lieu en 1963.
L'US Navy s'intéressa dès 1940 au concept des bombes guidées et lança les projets Glomb (Glider Bomb, ou Bombe planante) sous les dénominations LBD, LBE, LBP, LBT.
Par convention, la dénomination Air Force ou USAF sera employée mais pourra faire référence en fonction des périodes à l'USAAC, USAAF et USAF.

## Air Force

### Periode 1941-1947
- BG - Bomb Glider
- BQ - Guided Bomb
- GB - Glide Bomb
- GT - Glide Torpedo
- JB - Jet Bomb
- VB - Vertical Bomb

### Periode 1947-1951
À partir de 1947, un système de désignation commun à l'ensemble des Forces Armées Américaines fut mis en place. L'Air Force quitta ce système en 1951.
- AAM-A-1 Firebird

- AAM-A-2 Falcon

- ASM-A-1 TARZON

- ASM-A-2 RASCAL

- LTV-A-1 Doodle Bug

- PTV-A-1

- RTV-A-1

- RTV-A-2 HIROC

- RTV-3 NATIV

- RTV-A-4 Shrike

- RTV-A-5

- SAM-A-1 GAPA 
  - SSM-A-1 Matador
  - SSM-A-2 Navaho
  - SSM-A-3 Snark
  - SSM-A-4 Navaho II
  - SSM-A-5 Boojum
  - SSM-A-6 Navaho III

### Période 1951-1955
Durant cette période, l'USAF considéra ces missiles soit comme bombardier (B) en fait missiles sol-sol, soit comme chasseur (F) en fait missiles air-air, soit X pour expérimental, et utilisa la désignation en vigueur de 1948 pour ces avions.
- B-61 Matador
- B-62 Snark
- B-63 RASCAL
- B-64 Navaho
- B-65 Atlas
- B-67 Crossbow

- F-98 Falcon
- F-99 Bomarc
- F-104 Falcon (1)

- X-7
- X-8
- X-9 Shrike
- X-10
- X-11 (2)
- X-12 (2)
- X-17

(1) Une version du Falcon porta brièvement la dénomination F-104, avant d'être rebaptisé F-98.
(2) Les projets X-10 et X-11 servirent au développement du SM-65 Atlas.

### Période 1955-1963
Structure
Préfixe (1 caractère) - Mission principale (2 à 3 caractères)- Numéro de séquence - Numéro de version
| Préfixe                    | Mission principale                | Numéro séquence | Numéro modification |
| H -                        | GAM - Guided Air-Launched Missile |                 |                     |
| R - Reconnaissance         | GAR - Guided Air-Launched Rocket  |                 |                     |
| S - Space Espace           | IM - Intercept Missile            |                 |                     |
| T - Training- Entrainement | RM - Research Missile             |                 |                     |
| U - Training -Entrainement | SM - Strategic Missile            |                 |                     |
| X - Experimental           | TM - Tactical Missile             |                 |                     |
| Y - Service Test           |                                   |                 |                     |

Liste des missiles air-air par ordre de désignation:
- GAR-1 Falcon

- GAR-2 Falcon

- GAR-3 Falcon

- GAR-4 Falcon

- GAR-5 Falcon

- GAR-6 Falcon

- GAR-8 Sidewinder

- GAR-9 Falcon

- GAR-11 Nuclear Falcon

## US Navy

### Periode 1941-1945
De 1941 à 1945 l'US Navy utilisa une désignation à trois lettres pour ces bombes volantes :
Structure : les 2 premières lettres le type de bombes volantes, la troisième lettre indiquant le constructeur, plus un numéro séquentiel.
LB : bombe volante  
BD : bombe volante
- XBDR Interstate

- LBD Gargoyle McDonnell

- LBE-1 Glomb Pratt Read

- LBP-1 Glomb Piper

- LBT-1 Glomb Taylocraft ( LBE construit sous licence)

### Periode 1946-1947
L'US Navy modifia encore la désignation des drones et missiles:
Mission Type (sur 1 à 2 caractères) - eme engin du constructeur dans le type - Constructeur -
- kA - Anti-aircraft Missile - Missile Anti Aerien
- KD - Drone
- KG - Ground-attack Missile -
- KS - Anti-ship Missile - Missile Anti Navire
- KU - Research and Test Missile - Test

### Période 1947-1963
Structure
Liste des missiles air-air par ordre de désignation
- AAM-N-2 Sparrow I

- AAM-N-3 Sparrow II

- AAM-N-4 Oriole

- AAM-N-5 Meteor

- AAM-N-6 Sparrow III

- AAM-N-7 Sidewinder

- AAM-N-9 Sparrow X

- AAM-N-10 Eagle

- AAM-N-11 Phoenix

## Periode commune à l'ensemble des trois armes (y compris l'US Marine Corps)
Un système unique de désignation des engins, drones, roquettes et missiles fut approuvé en 1963.

## Sources
- Office of the Under Secretary of Defense (AT&L), DoD 4120.15-L Model Designation of Military Aerospace Vehicles, Department of Defense, May 12, 2004
- Bill Gunston: "The Illustrated Encyclopedia of Rockets and Missiles", Salamander Books Ltd, 1979
- Naval Aviation News, janvier 1946
- US DoD